# دي دبليو إم
دي دبليو إم (بالإنجليزية: dwm)‏ هو مدير نوافذ حركيّ (مبلَّط) لنظام النافذة إكس من تطوير سَكْلِس، وهو مكتوب بلغة البرمجة سي. يتبع دي دبليو إم الفكر الاعتدالي، حيث أن أحد شروط المشروع هو أن لا يتجاوز عدد أسطر مصدر المشروع 2٬000 سطر.